# Neopalthis
Neopalthis é um gênero de traça pertencente à família Arctiidae.